# Sejong (Stadt)

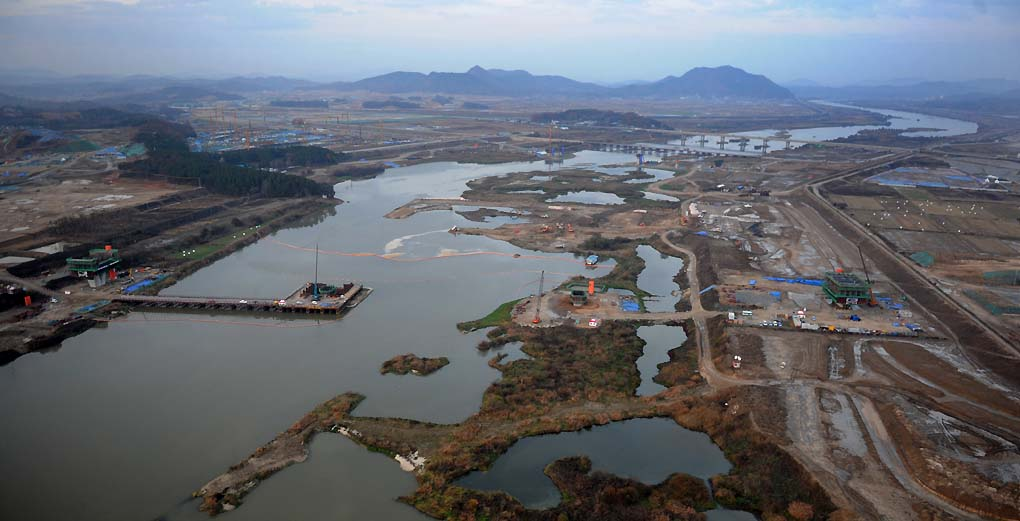
Baustelle in Sejong 2009

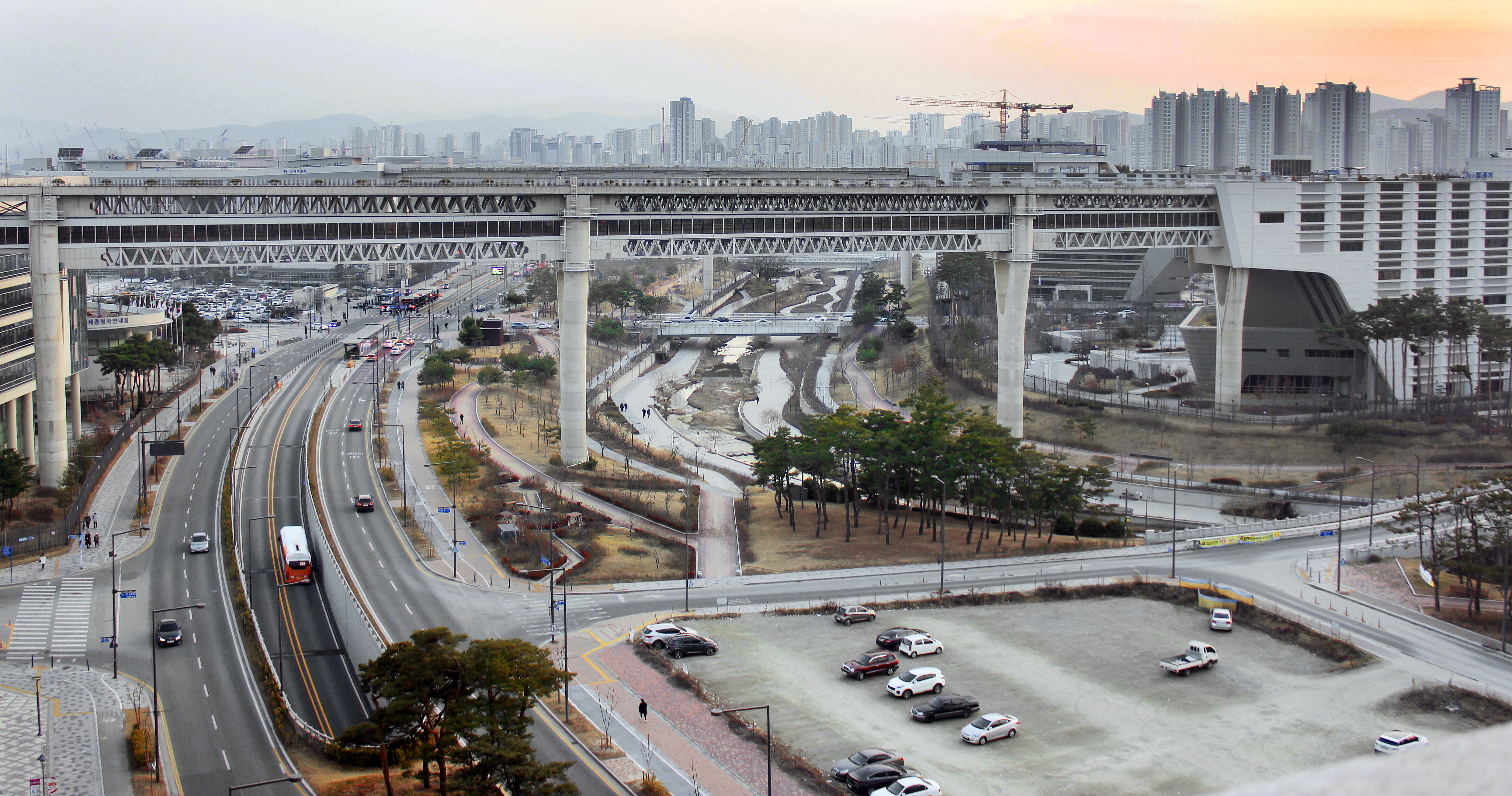
Hannuridaero

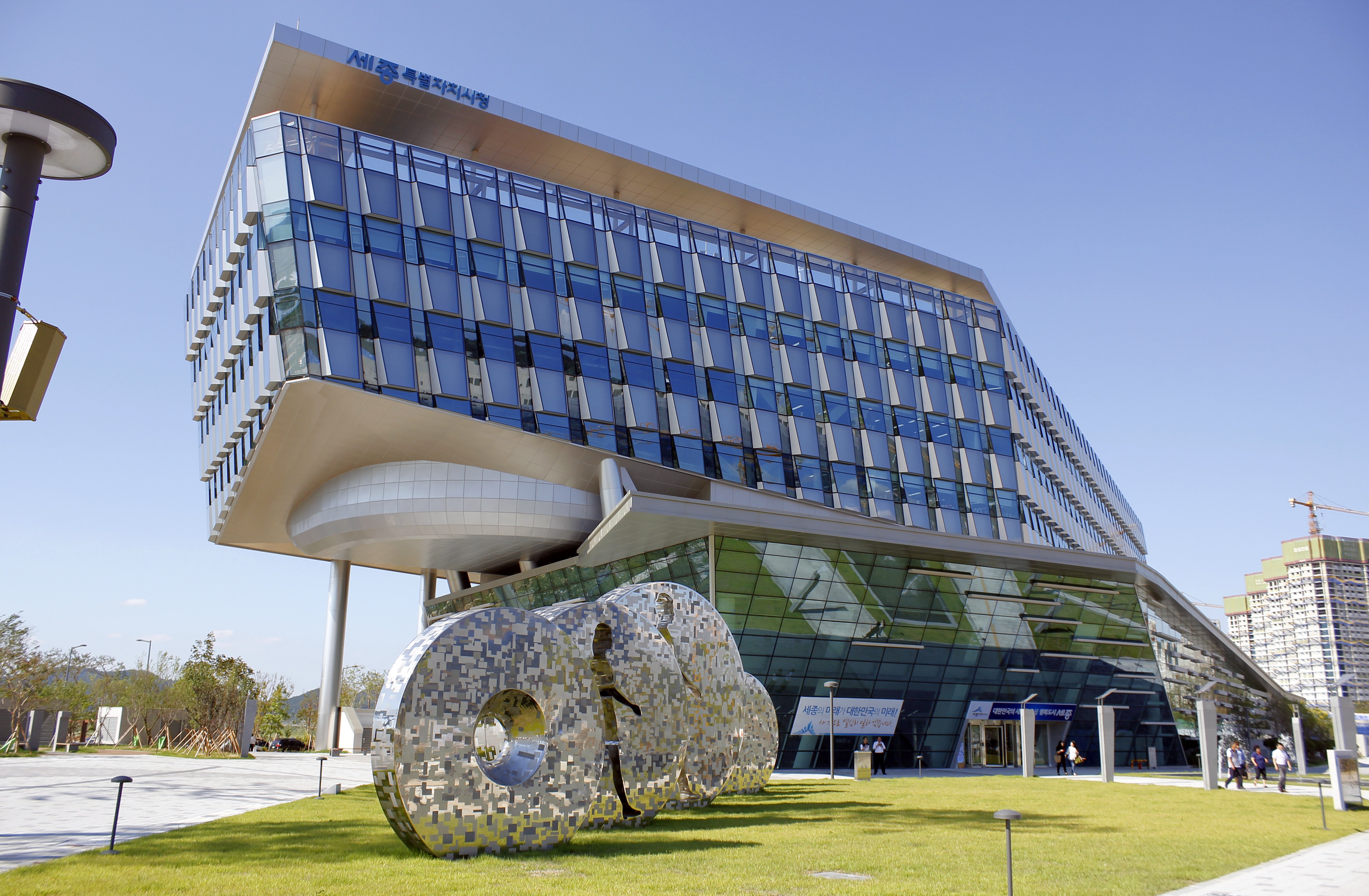
Sejong City Hall West

Sejong (koreanisch 세종) ist eine Planstadt in Südkorea. Die am 1. Juli 2012 eröffnete Stadt besitzt den Status einer speziellen selbstverwalteten Stadt, in die zahlreiche Ministerien und Verwaltungen von Seoul aus umgezogen sind.

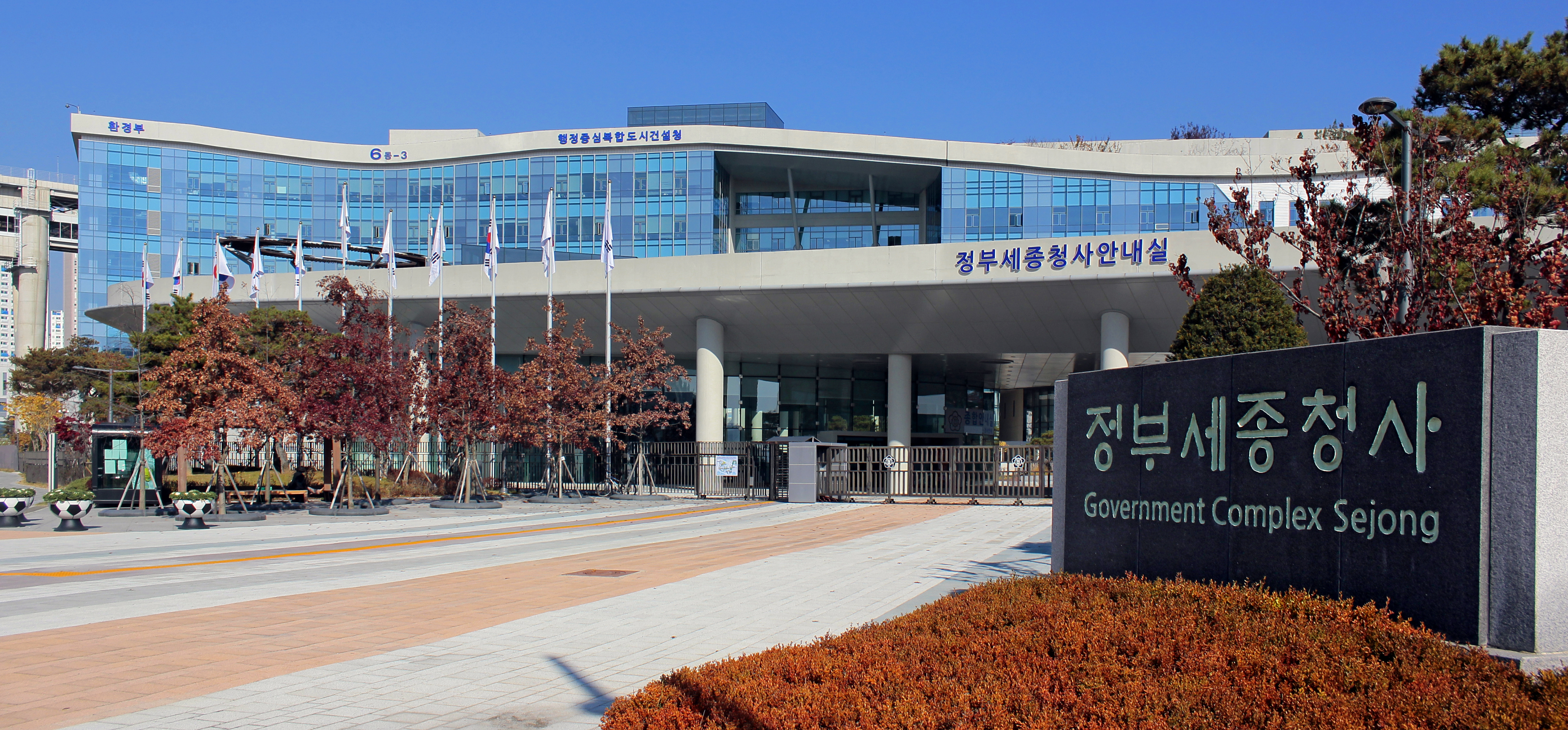
Government Complex Sejong (2014)

Sejong wurde speziell als Smart City konzipiert und wird manchmal als Sejong Smart City bezeichnet. Es ist die führende Smart City in Korea und wird häufig als Standard für andere Städte angesehen, die mit der Entwicklung der Smart City-Infrastruktur experimentieren. Der Bau der Stadt soll 2030 vollendet sein, mit dem Plan die gesamten Regierungs-Gebäude von Seoul, der Hauptstadt Südkoreas, nach Sejong zu verschieben. Dabei hat der Staat eine Population von etwa 500.000 Einwohnern zum Ende 2030 geplant.

## Name
Die neue Stadt heißt offiziell Besondere autonome Stadt Sejong (koreanisch 세종특별자치시). Der Name wurde als Erinnerung an den koreanischen König Sejong (1397–1450) gewählt, dem vierten König der Joseon-Dynastie und Erfinder des koreanischen Alphabets, Hangul (한글). Zuvor hieß das Gebiet Yeongi (연기, 燕岐).

## Geographie
Die Stadt wird vom Fluss Geumgang durchflossen und von den beiden Provinzen Chungcheongnam-do (kor. 충청남도) und Chungcheongbuk-do (kor. 충청북도) sowie der Stadt Daejeon (kor. 대전), umgeben. Seoul liegt 121 km in nördlicher Richtung entfernt.

## Geschichte
Im Jahr 2003 plante der damalige Präsident Roh Moo-hyun, die Hauptstadt Südkoreas von Seoul in die Provinz Chungcheongnam-do, in der jetzt Sejong errichtet wird, zu verlegen, scheiterte jedoch mit diesen Plänen 2004 vor dem Verfassungsgericht. Anfang 2007 beschloss die südkoreanische Regierung daher den Bau eines besonderen Verwaltungsdistrikts, der vorerst neun Ministerien und vier nationale Agenturen beherbergen sollte. Der Plan sah eine Stadt mit einer Bevölkerung von 20.000 (Ende 2012), 300.000 (2020) und etwa 500.000 Menschen für die Fertigstellung 2030 vor. Die Kosten des Projektes werden mit 20 Milliarden Dollar angegeben.
Im September 2009 sagte der damalige Premierminister Chung Un-chan, dass der Bau der Stadt Sejong als Nationales Verwaltungszentrum „aus wirtschaftlicher Sicht keine effiziente Maßnahme“ sei. Außerdem mache man sich Gedanken, ob Sejong-Stadt die Hauptstadt eines vereinten Koreas sein könne und ob sich Sejong mit der Zeit nicht zu einer Satellitenstadt Seouls entwickeln werde. Der amtierende Präsident Lee Myung-bak war mit seinem Premierminister einer Meinung und schlug statt der Errichtung eines Verwaltungsdistrikts Sejong-Stadt ein Wissenschafts- und Bildungszentrum vor. Das südkoreanische Parlament kippte diesen Vorschlag jedoch, worauf Chung Un-chan Ende Juli 2010 zurücktrat.
Der Ausbau zu einem Zentrum für Wissenschaft, Bildung und Wirtschaft wird weiterhin vorangetrieben. Es sollen neun Ministerien, zwei Regierungsbüros, zwei Regierungsagenturen und 16 staatliche Forschungsinstitute angesiedelt werden. Die Schlüsselbehörden, wie das Präsidialamt und die Außen- und Verteidigungsministerien, sollen allerdings weiterhin in Seoul verbleiben. Daneben soll das kulturelle Leben mittels Museen, Theater und Konzerthallen gestärkt werden. Bis Ende Juni 2012 zogen 6.000 Einwohner nach Sejong, wobei bisher lediglich das erste Dorf Cheot Maeul existierte.
In der ersten Umzugsphase für die staatlichen Stellen Ende 2012 sind sieben Ministerien und das Büro des Ministerpräsidenten in den Regierungskomplex Sejong umgezogen. Offiziell eröffnet wurde der Regierungskomplex Sejong 2014. Nach der dritten Umzugsphase im Oktober 2014 sollten 16 Ministerien sowie 20 staatliche Behörden in der neuen Verwaltungsstadt angesiedelt sein, so dass etwa 10.000 Regierungsmitarbeiter und 3.000 Wissenschaftler in Sejong arbeiten würden. Der Regierungskomplex Sejong liegt direkt im Zentrum des Landes, was es ermöglichen soll, in innerhalb von zwei Stunden aus ganz Südkorea in die Verwaltungshauptstadt zu reisen, dank der nahe gelegenen Hochgeschwindigkeitsstrecken, Schnellstraßen und Autobahnen.
Die 15 Gebäude der Ministerien sind alle im Regierungskomplex Sejong miteinander verbunden. Dieser beansprucht ein Gelände von 596.000 Quadratmetern, was der Größe von 81 Fußballfeldern entspricht. Mit seinem hohen Erdbebenwiderstand und dem höchsten Grad der Energieeffizienz ist der Regierungskomplex als sicheres und effizientes Gebäude konstruiert. Es ist auch ein grünes Gebäude mit breiten naheliegenden Grünflächen und einer umweltfreundlichen Abfallbehandlungsanlage. Insbesondere die hohe Vernetzung zwischen den Regierungsbehörden ist eine einzigartige Stärke des Regierungskomplexes Sejong. Die Regierungsbeamten finden es einfach, zusammenzuarbeiten und die Räume in einer effizienten Weise miteinander zu teilen, da alle Gebäude verbunden sind. Die größte Innovation des Regierungskomplexes Sejong ist die Einführung des Videokonferenzsystems. Es verbindet zehn Regierungskomplexe im ganzen Land mit 17 Stadt- und Provinzialregierungen, so dass jegliche Ineffizienz aus der räumlichen Ferne reduziert wird. 2015 wurden insgesamt 363 Videokonferenzen abgehalten und verschiedene nationale Themenkomplexe wurden über die Konferenzsysteme diskutiert.
Der Regierungskomplex Sejong bietet den Beamten zahlreiche ergänzende Einrichtungen an. Neben Kantinen, Cafeterien und Cafés gibt es 9 Kindertagesstätten für jene der mehr als 15.000 Beamte und Angestellte, die auch Eltern sind und weiter arbeiten wollen. Darüber hinaus helfen Turnhallen und Outdoor-Sportanlagen den Beamten fit und gesund zu bleiben. Der Regierungskomplex Sejong rühmt sich seines weltgrößten Dachgartens, der 15 Dächer verbindet und besucht und bewandert werden kann. Bürger sowie Beamte können einen gemütlichen Spaziergang auf dem Wanderweg genießen und die schönen Parkanlagen mit Wildblumen, Schilf und vielen anderen Pflanzen genießen. Rund 11.000 Bürger besuchten den Dachgarten im Jahr 2015.
Das Sejong Convention Center wird zur Ausrichtung lokaler kultureller Aktivitäten, Konferenzen, Bankette und Ausstellungen verwendet. 2015 fanden über 480 Veranstaltungen, Messen und Workshops statt.
Bis 2019 gab es unter Experten Meinungsverschiedenheiten darüber, ob Sejong die Erwartungen erfüllt habe. Die Kritiker meinten, die neue Stadt sei nicht nur zu glanzlos, um die Bewohner von Seoul wegzuziehen, sondern auch schwer zugänglich und schlecht gestaltet. Dagegen wird versichert, Sejong nutze seine neue Entwicklung, um sich als Alternative zu Seoul zu vermarkten und biete luxuriöses Wohnen zu einem Bruchteil der Kosten. Es verfüge über hochmoderne Eigentumswohnungen, ausreichend öffentliche Grünflächen und intelligente und nachhaltige Stadttechnologien wie automatisierte Müllabfuhr und Entsorgung von Lebensmitteln ohne Abfall, Ladestationen für Elektroautos, solarbetriebene Gebäude, interaktive digitale Beschilderung, Videoüberwachung sowie Sicherheits- und Feinstaub-Notfallwarnungen.

## Verwaltungsbereiche
| Städte/Landkreise                                       | Städte/Gemeinden/Verwaltungsviertel | Städte/Gemeinden/Verwaltungsviertel | Städte/Gemeinden/Verwaltungsviertel |
| Städte/Landkreise                                       | Name                                | Hangul                              | Hanja                               |
| ------------------------------------------------------- | ----------------------------------- | ----------------------------------- | ----------------------------------- |
| Sejong-teukbyeol-jachi-si 세종특별자치시 世宗特別自治市 | Jochiwon-eup                        | 조치원읍                            | 鳥致院邑                            |
| Sejong-teukbyeol-jachi-si 세종특별자치시 世宗特別自治市 | Yeongi-myeon                        | 연기면                              | 燕岐面                              |
| Sejong-teukbyeol-jachi-si 세종특별자치시 世宗特別自治市 | Yeondong-myeon                      | 연동면                              | 燕東面                              |
| Sejong-teukbyeol-jachi-si 세종특별자치시 世宗特別自治市 | Bugang-myeon                        | 부강면                              | 芙江面                              |
| Sejong-teukbyeol-jachi-si 세종특별자치시 世宗特別自治市 | Geumnam-myeon                       | 금남면                              | 錦南面                              |
| Sejong-teukbyeol-jachi-si 세종특별자치시 世宗特別自治市 | Janggun-myeon                       | 장군면                              | 將軍面                              |
| Sejong-teukbyeol-jachi-si 세종특별자치시 世宗特別自治市 | Yeonseo-myeon                       | 연서면                              | 燕西面                              |
| Sejong-teukbyeol-jachi-si 세종특별자치시 世宗特別自治市 | Jeonui-myeon                        | 전의면                              | 全義面                              |
| Sejong-teukbyeol-jachi-si 세종특별자치시 世宗特別自治市 | Jeondong-myeon                      | 전동면                              | 全東面                              |
| Sejong-teukbyeol-jachi-si 세종특별자치시 世宗特別自治市 | Sojeong-myeon                       | 소정면                              | 小井面                              |
| Sejong-teukbyeol-jachi-si 세종특별자치시 世宗特別自治市 | Hansol-dong                         | 한솔동                              | 한솔洞                              |
| Sejong-teukbyeol-jachi-si 세종특별자치시 世宗特別自治市 | Saerom-dong                         | 새롬동                              | 새롬洞                              |
| Sejong-teukbyeol-jachi-si 세종특별자치시 世宗特別自治市 | Dodam-dong                          | 도담동                              | 도담洞                              |
| Sejong-teukbyeol-jachi-si 세종특별자치시 世宗特別自治市 | Areum-dong                          | 아름동                              | 아름洞                              |
| Sejong-teukbyeol-jachi-si 세종특별자치시 世宗特別自治市 | Jongchon-dong                       | 종촌동                              | 宗村洞                              |
| Sejong-teukbyeol-jachi-si 세종특별자치시 世宗特別自治市 | Goun-dong                           | 고운동                              | 고운洞                              |
| Sejong-teukbyeol-jachi-si 세종특별자치시 世宗特別自治市 | Boram-dong                          | 보람동                              | 보람洞                              |
| Sejong-teukbyeol-jachi-si 세종특별자치시 世宗特別自治市 | Sodam-dong                          | 소담동                              | 소담洞                              |
| Sejong-teukbyeol-jachi-si 세종특별자치시 世宗特別自治市 | Daepyeong-dong                      | 대평동                              | 大平洞                              |
| Sejong-teukbyeol-jachi-si 세종특별자치시 世宗特別自治市 | Dajeong-dong                        | 다정동                              | 다정洞                              |
| Sejong-teukbyeol-jachi-si 세종특별자치시 世宗特別自治市 | Haemil-dong                         | 해밀동                              | 해밀洞                              |
| Sejong-teukbyeol-jachi-si 세종특별자치시 世宗特別自治市 | Bangok-dong                         | 반곡동                              | 盤谷洞                              |